# Dicrotendipes punctatipennis
Dicrotendipes punctatipennis är en tvåvingeart som först beskrevs av Jean-Jacques Kieffer 1910.  Dicrotendipes punctatipennis ingår i släktet Dicrotendipes och familjen fjädermyggor. Inga underarter finns listade i Catalogue of Life.